# Lardosa
Lardosa ist eine Gemeinde (Freguesia) im portugiesischen Kreis Castelo Branco. In ihr leben 888 Einwohner (Stand 19. April 2021).